# Brenda Venus

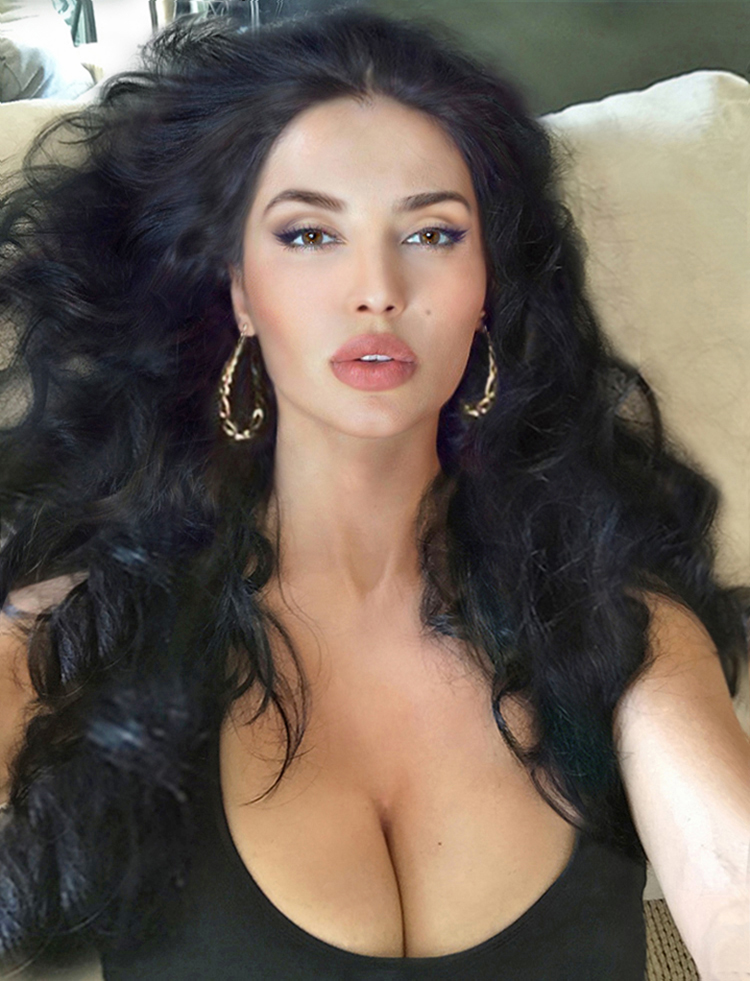
Brenda Venus, undatiert

Brenda Gabrielle Venus (* 10. November 1947 in Biloxi, Mississippi) ist eine US-amerikanische Schauspielerin.

## Leben
Venus hatte ihr Spielfilmdebüt 1967 im B-Movie-Horrorfilm Night Fright. 1974 war sie in der Rolle der Jennifer in Jack Hills Blaxploitation-Klassiker Foxy Brown zu sehen, im Jahr darauf trat sie als Gespielin von Clint Eastwood im Thriller Im Auftrag des Drachen  auf. Eine größere Rolle spielte sie 1975 im Western Das Rennen gegen die Sonne an der Seite von Richard Boone. Zu ihren späteren Filmen zählen die Roger-Corman-Produktion Giganten mit stählernen Fäusten und eine kleine Rolle in Walter Hills Actionkomödie Nur 48 Stunden.
Mitte der 1970er Jahre wirkte sie auch im Fernsehen, sie trat in den Fernsehserien Kung Fu, Cannon und Starsky & Hutch in Gastrollen auf.
Zwischen 1976 und 1980 war sie mit Henry Miller befreundet, einige der Briefe veröffentlichte Venus später in einem Buch. 1986 posierte sie für den Playboy.

## Filmografie (Auswahl)

### Film
- 1974: Foxy Brown
- 1975: Im Auftrag des Drachen (The Eiger Sanction)
- 1975: Das Rennen gegen die Sonne (Against a Crooked Sky)
- 1976: Der scharlachrote Pirat (Swashbuckler)
- 1978: Giganten mit stählernen Fäusten (Deathsport)
- 1978: FM – Die Superwelle (FM)
- 1982: The Avenging
- 1982: Nur 48 Stunden (48 Hrs.)

### Fernsehen
- 1974: Kung Fu
- 1975: Cannon
- 1978: Starsky & Hutch